# (11050) Messiaën
Pour les articles homonymes, voir Messiaen (homonymie).
(11050) Messiaen, désignation internationale (11050) Messiaën, est un astéroïde de la ceinture principale.

## Description
(11050) Messiaen est un astéroïde de la ceinture principale. Il fut découvert le 13 octobre 1990 à Tautenburg par Freimut Börngen et Lutz Dieter Schmadel. Il présente une orbite caractérisée par un demi-grand axe de 2,97 UA, une excentricité de 0,10 et une inclinaison de 9,1° par rapport à l'écliptique.
Il a été nommé en l'honneur du compositeur et organiste français Olivier Messiaen (1908-1992).